# Kuna Konavoska
Kuna Konavoska falu Horvátországban, Dubrovnik-Neretva megyében. Közigazgatásilag Konavle községhez tartozik.

## Fekvése
A Dubrovnik városától légvonalban 24, közúton 34 km-re délkeletre, községközpontjától légvonalban 12, közúton 19 km-re keletre, a Sniježnica-hegység területén, 690 méteres magasságban fekszik. 

## Története
Kuna területe már az ókorban lakott hely volt. Első ismert lakói az illírek voltak, akik magaslatokon épített erődített településeken éltek és kőből rakott halomsírokba temetkeztek. Erődített településeik maradványai találhatók Kuna határában is a Gradina és Gradac nevű magaslatokon. Halomsírjuk maradványai megtalálhatók a településtől délre fekvő területen. A rómaiak az i. e. 2. században győzték le az illíreket és Epidaurum központtal e területet is a birodalomhoz csatolták. A római hatalmat a népvándorlás vihara rengette meg. A Nyugatrómai Birodalom bukása után a keleti gótok özönlötték el a térséget, őket 537-től 1205-ig kisebb megszakításokkal a bizánciak követték. A 7. században avarok és a kíséretükben érkezett szlávok, a mai horvátok ősei árasztották el a területet. A várakat lerombolták és az ellenálló lakosságot leöldösték. Így semmisült meg a mindaddig fennálló Epidaurum. A túlélő lakosság előbb az északnyugatra fekvő Župára, majd Raguzába menekült. 
A pridvorjei plébániát, melyhez Kuna is tartozik 1584-ben alapították. A falu mindkét templomát a 17. században építették. Az 1806-ban a Konavléra rátörő orosz és montenegrói sereg a település házait is kifosztotta, közülük sokat fel is gyújtottak. A köztársaság bukása után 1808-ban Dalmáciával együtt ez a térség is a köztársaságot legyőző franciák uralma alá került, de Napóleon bukása után 1815-ben a berlini kongresszus Dalmáciával együtt a Habsburgoknak ítélte. 1857-ben 126, 1910-ben 159 lakosa volt. 1918-ban az új szerb-horvát-szlovén állam, majd később Jugoszlávia része lett. A délszláv háború idején 1991 októberében a jugoszláv hadsereg, valamint szerb és montenegrói szabadcsapatok foglalták el a települést, melyet kifosztottak és felégettek. A lakosság nagy része a jól védhető Dubrovnikba menekült és csak 1992 októberének végén térhetett vissza. A háború után rögtön megindult az újjáépítés. A fogyatkozó lélekszámú településnek 2011-ben már csak 17 lakosa volt. Lakói főként állattartással foglalkoztak. 

## Népesség

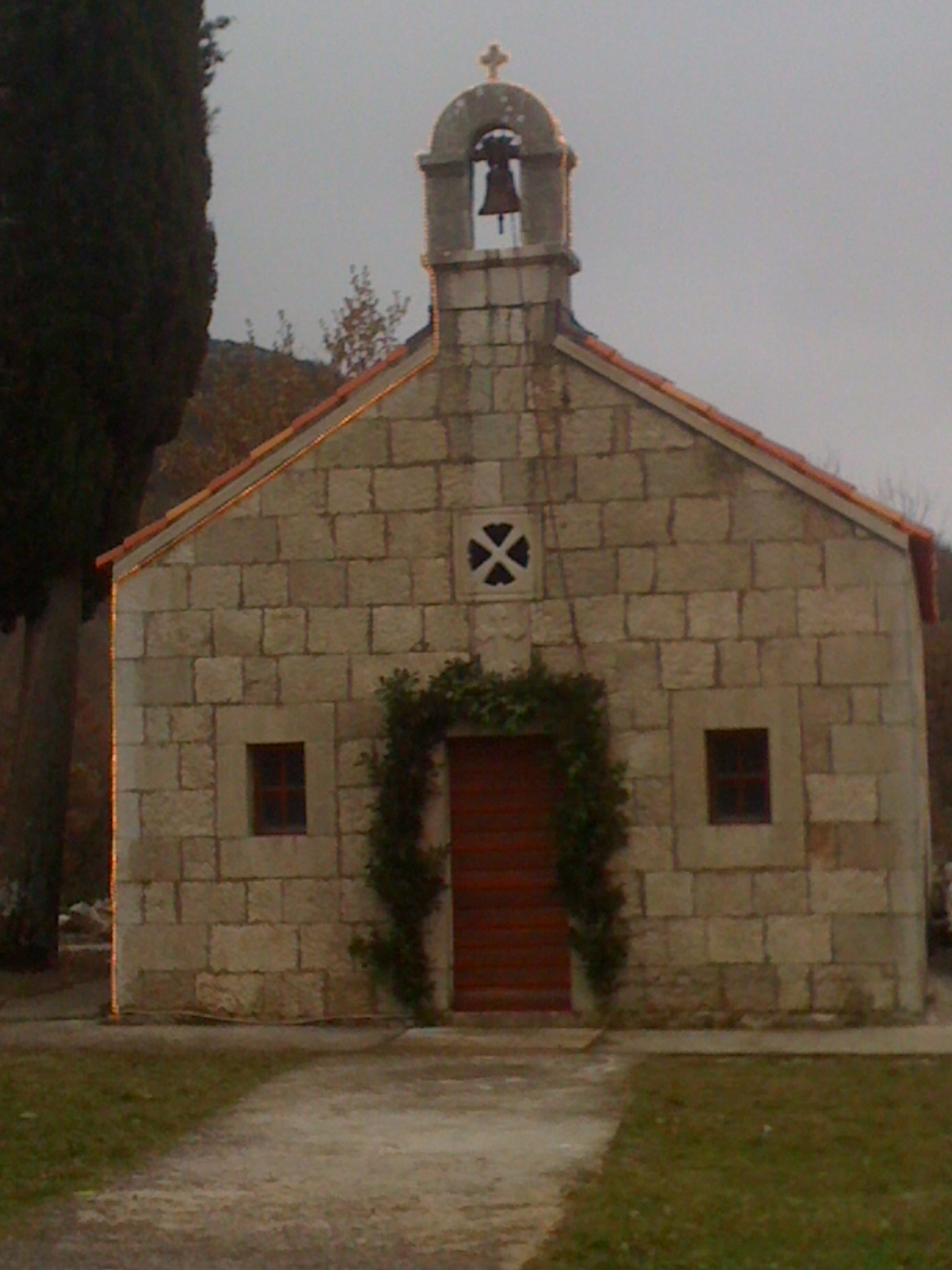
A Szent Tamás templom

| Lakosság változása | Lakosság változása | Lakosság változása | Lakosság változása | Lakosság változása | Lakosság változása | Lakosság változása | Lakosság változása | Lakosság változása | Lakosság változása | Lakosság változása | Lakosság változása | Lakosság változása | Lakosság változása | Lakosság változása | Lakosság változása | Lakosság változása |
| ------------------ | ------------------ | ------------------ | ------------------ | ------------------ | ------------------ | ------------------ | ------------------ | ------------------ | ------------------ | ------------------ | ------------------ | ------------------ | ------------------ | ------------------ | ------------------ | ------------------ |
| 1857               | 1869               | 1880               | 1890               | 1900               | 1910               | 1921               | 1931               | 1948               | 1953               | 1961               | 1971               | 1981               | 1991               | 2001               | 2011               | 2021               |
| 126                | 152                | 160                | 146                | 164                | 159                | 136                | 146                | 133                | 137                | 114                | 97                 | 65                 | 46                 | 30                 | 17                 | 13                 |

## Nevezetességei
- A temetőben álló Szent Tamás templom a 17. században épült. Mai formáját az 1911-es átépítés során kapta. Belsejét 2007-ben újították fel. Oltárképe 1778-ban készült, 2006-ban restaurálták.
- A Szent Miklós templom a 17. században épült, közvetlenül a délszláv háború előtt újították fel. Ma már nem működik.
- Ókori vármaradványok a Gradinán.
- Ókori erődített település maradványai a Gradac nevű magaslaton.
- Ókori halomsír a település déli részén.

## Oktatás
Az iskola régen a mai hegyi menedékház épületében működött. Ez ma Horvátország legdélebbre fekvő hegyi menedékháza. Menedékházzá történő átalakítása azután történt, hogy előző tulajdonosa a Pavlić család elhagyta az épületet. A ház árammal és egy ciszternából biztosított vízzel is rendelkezik. A faluban ma iskola már nem működik. Az alsó tagozatos iskola Pridvorjén, a felső tagozatos pedig Grudán van.